# Агрол и Гипербий
Агрол (др.-греч. Ἀγρόλας) и Гипербий (др.-греч. Ὑπέρβιος — «необыкновенно могучий, непобедимый») — персонажи древнегреческой мифологии.
Сведения источников о них ограничиваются сообщением Павсания, который, ссылаясь на более ранний источник («говорят»), называет их строителями «пеласгической» стены афинского акрополя. Павсаний смог выяснить о них, что они были сикелами, а затем переселились в Акарнанию.
Э. Кирнс делает вывод, что они, похоже, были киклопами, обращая внимание на сходство имени Агрол с упомянутым в схолиях к Илиаде (XVIII. 483) Агриопом, сыном Киклопа.